# Ierse parlementsverkiezingen 2007
De Ierse parlementsverkiezingen in 2007 vonden plaats op 24 mei. Dit gebeurde nadat president Mary McAleese de Dáil Éireann had ontbonden op verzoek van premier Bertie Ahern. Dit gebeurde omdat de maximale termijn van vijf jaar van de 29e Dáil bijna verlopen was. Voor die tijd moeten er nieuwe verkiezingen worden uitgeschreven.

## Achtergrond
De verkiezingen waren vooral een strijd tussen de coalitie van Fianna Fáil en de Progressieve Democraten en de Alliantie voor Verandering, een combinatie van Fine Gael en de Labour-partij. In de peilingen kwam geen van beide combinaties als zekere winnaar naar voren.
De eerste weken van de campagne werden gedomineerd door aantijgingen dat Ahern geld zou hebben aangenomen van een bevriende zakenman voor een verbouwing. De premier ontkende zelf deze beschuldigingen. Daarna gingen de verkiezingen vooral over de traditionele thema’s als de gezondheidszorg, criminaliteit, onderwijs en de economie. Fianna Fáil probeerde vooral de nadruk te leggen op het gebrek aan ervaring bij Enda Kenny, de partijleider van Fine Gael, om te dienen als premier.
De campagne werd uiteindelijk afgesloten met een grote overwinning voor Fiana Fáil die met 78 zetels net geen meerderheid behaalde. Fine Gael volgde op afstand met 50 zetels, hoewel het verschil in de peilingen aanvankelijk kleiner was geweest. De Progressieve Democraten vielen terug van 8 naar 2 zetels. De Labour-partij, de Groene Partij en Sinn Féin bleven alle relatief stabiel. De Socialistische Partij verloor haar enige zetels, terwijl het aantal onafhankelijke kandidaten afnam van 14 naar 5. Na de verkiezingen sloot Fianna Fáil een coalitie met de Groene Partij. Ahern keerde terug als premier.

## Uitslag
| Partij                  | Stemmen | %    | ±%    | zetels | verschil |
| ----------------------- | ------- | ---- | ----- | ------ | -------- |
| Fianna Fáil             | 858.565 | 41.6 | ▲ 0.1 | 77     | ▼ 4      |
| Fine Gael               | 564.428 | 27.3 | ▲ 4.8 | 51     | ▲ 20     |
| Irish Labour Party      | 209.175 | 12.1 | ▼ 0.7 | 20     | 0        |
| De Groenen              | 96.936  | 4.7  | ▲ 0.9 | 6      | 0        |
| Sinn Féin               | 143.410 | 6.9  | ▲ 0.4 | 4      | ▼ 1      |
| Progessive Democrats    | 56.396  | 2.7  | ▼ 1.3 | 2      | ▼ 6      |
| Socialistische Partij   | 13.218  | 0.6  | ▼ 0.2 | 0      | ▼ 1      |
| People Before Profit    | 9.333   | 0.5  | 0. 0  | 0      | 0        |
| Workers' Party          | 3.026   | 0.2  | 0.0   | 0      | 0        |
| Christian Solidarity    | 1.705   | 0.1  | 0.0   | 0      | 0        |
| Fathers Rights          | 1.355   | 0.1  | 0.0   | 0      | 0        |
| Immigration Control     | 1.329   | 0.1  | 0. 0  | 0      | 0        |
| Irish Socialist Network | 505     | 0.0  | 0. 0  | 0      | 0        |
| Onafhankelijken         | 106.429 | 3.0  | ▼ 3.8 | 5      | ▼ 8      |
| Totaal                  |         | 100% |       | 166    |          |